# Hermann-Josef Blanke
Hermann-Josef Blanke (* 26. August 1957 in Hamm; † 9. Januar 2023 in Bonn) war ein deutscher Rechtswissenschaftler und Hochschullehrer.

## Leben
Blanke absolvierte von 1976 bis 1983 ein Studium der Rechtswissenschaften und Romanistik an den Universitäten Bonn, Madrid und Florenz. Nach dem ersten juristischen Staatsexamen 1981 und dem zweiten 1986, wurde er 1990 zum Dr. iur. an der Universität Osnabrück, mit einer Arbeit zum Dissertation Föderalismus und Integrationsgewalt, promoviert. 1990 und 1991 war er im Rang eines Regierungsassessors Europareferent an der Landesvertretung von Niedersachsen, anschließend bis 1997 wissenschaftlicher Oberassistent am Lehrstuhl von Klaus Stern an der Universität zu Köln. Dort erfolgte 1997 seine Habilitation mit einer Arbeit zum Thema Vertrauensschutz im deutschen und europäischen Verwaltungsrecht. Von 1997 bis 2000 folgten Lehraufträge als Privatdozent an den juristischen Fakultäten der Universitäten Trier, Düsseldorf, Köln und Bonn.
Von 2000 bis 2023 war Blanke ordentlicher Universitätsprofessor an der staatswissenschaftlichen Fakultät der Universität Erfurt, als Lehrstuhlinhaber des Lehrstuhls für Öffentliches Recht, Völkerrecht und Europäische Integration. In dieser Zeit hat er Gastprofessuren in Argentinien, Brasilien und Italien wahrgenommen.
Blanke reichte im Mai 2019 als Prozessbevollmächtigter 32 Thüringer Hochschullehrer eine Verfassungsbeschwerde gegen das Thüringer Hochschulgesetz vor dem Bundesverfassungsgericht ein. Bis zu seinem Tod hatte das Bundesverfassungsgericht noch nicht über die Verfassungsbeschwerde entschieden.
Blanke starb unerwartet im Januar 2023.

## Wissenschaftliche Tätigkeit
Die Forschungsschwerpunkte Blankes lagen im Staats- und Verwaltungsrecht sowie Völker- und Europarecht. Seit 2002 hatte Blanke die Schriftleitung der Schriftenreihe Teoria del diritto e dello Stato inne. Seit 2005 war er Mitherausgeber der Schriftenreihe Neue Staatswissenschaften und seit 2011 Redaktionsratsmitglied des International Journal of Public Law and Policy – IJPLAP. Verdient machte er sich auch als Mitherausgeber der internationalen Kommentarwerke zum Vertrag über die Europäische Union 2013 und zum Vertrag über die Arbeitsweise der Europäischen Union 2021.

## Ehrungen und Auszeichnungen
- Blanke wurde 2018 mit dem Ehrenkreuz des Ordens San Raimundo de Penafort ausgezeichnet.[6]
- Im Jahr 2021 wurde er von der Europäischen Kommission mit einem Jean-Monnet-Lehrstuhl ausgezeichnet.[7]

## Gründer- und Mitgliedschaften
- 2001 Mitgründer des Staatswissenschaftlichen Forums e.V.[8]
- 2004 Mitbegründer der Summer School European Public Law  im Deutsch-Italienischen Zentrum der Villa Vigoni in Loveno di Menaggio, Italien.
- ab 2005 Gründer und neben Werner Jann und Holger Mühlenkamp Mitherausgeber der Schriftenreihe Neue Staatswissenschaften im Mohr Siebeck Verlag
- seit 2006 korrespondierendes Mitglied der Argentinischen Vereinigung für Rechtsvergleichung, Buenos Aires
- Mitglied des Wilhelm-Röpke-Instituts.

## Schriften
Monographien
- Föderalismus und Integrationsgewalt. Die Bundesrepublik Deutschland, Spanien, Italien und Belgien als dezentralisierte Staaten in der EG. Duncker & Humblot, Berlin 1991, ISBN 978-3-428-07113-5.
- Europa auf dem Weg zu einer Bildungs- und Kulturgemeinschaft (= Kölner Schriften zum Europarecht. Band 41), Heymann, Köln 1994, ISBN 978-3-452-22888-8.
- Vertrauensschutz im deutschen und europäischen Verwaltungsrecht. Mohr Siebeck, Tübingen 2000, ISBN 978-3-16-146986-2.
- Der Ausschuß der Regionen – Normative Ausgestaltung, politische Rolle und verwaltungsorganisatorische Infrastruktur (= Occasional Papers. Nr. 25). Europäisches Zentrum für Föderalismus-Forschung, Tübingen 2002, ISBN 978-3-9806978-4-2.

Lehrbuch
- Verwaltungsprozessrecht in der Klausur. 9. Auflage. Beck, München 2008 (JuS Schriftenreihe), ISBN 978-3-406-55225-0.

Herausgeberschaften
(neben den Zeitschriften)
- UTB: Deutsche Verfassungen. Schöningh, Paderborn 2003.
- mit Stelio Mangiameli: Governing Europe under a Constitution – The Hard Road from the European Treaties to a European Constitutional Treaty. Springer, Berlin 2006.
- mit Stelio Mangiameli: The European Union after Lisbon – Constitutional basis, economic order and external action. Springer, Heidelberg 2011.
- mit Stelio Mangiameli: The Treaty on European Union. A Commentary. Springer, Heidelberg 2013.
- mit Stefan Pilz: Die „Fiskalunion“, Mohr Siebeck, Tübingen 2014.